# Représentations diplomatiques des Îles Marshall

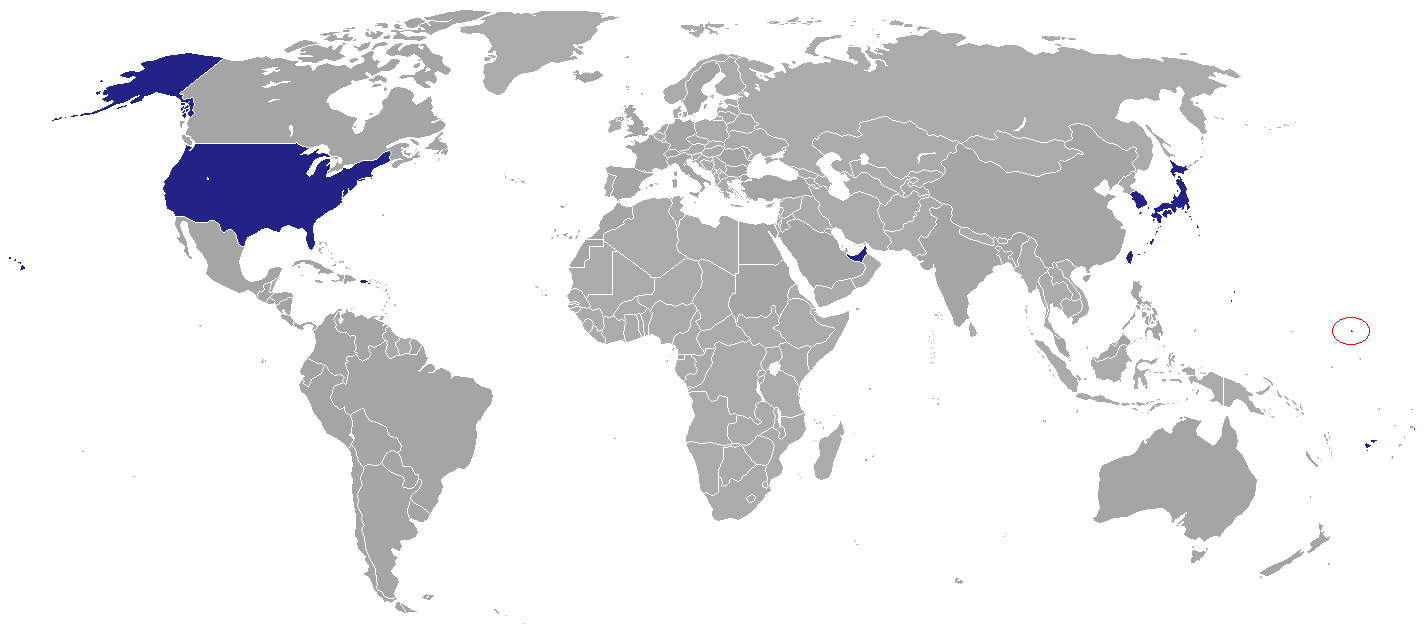
Représentations diplomatiques des îles Marshall

Ceci est une liste des représentations diplomatiques des îles Marshall. La république des Îles Marshall possède un petit réseau diplomatique.

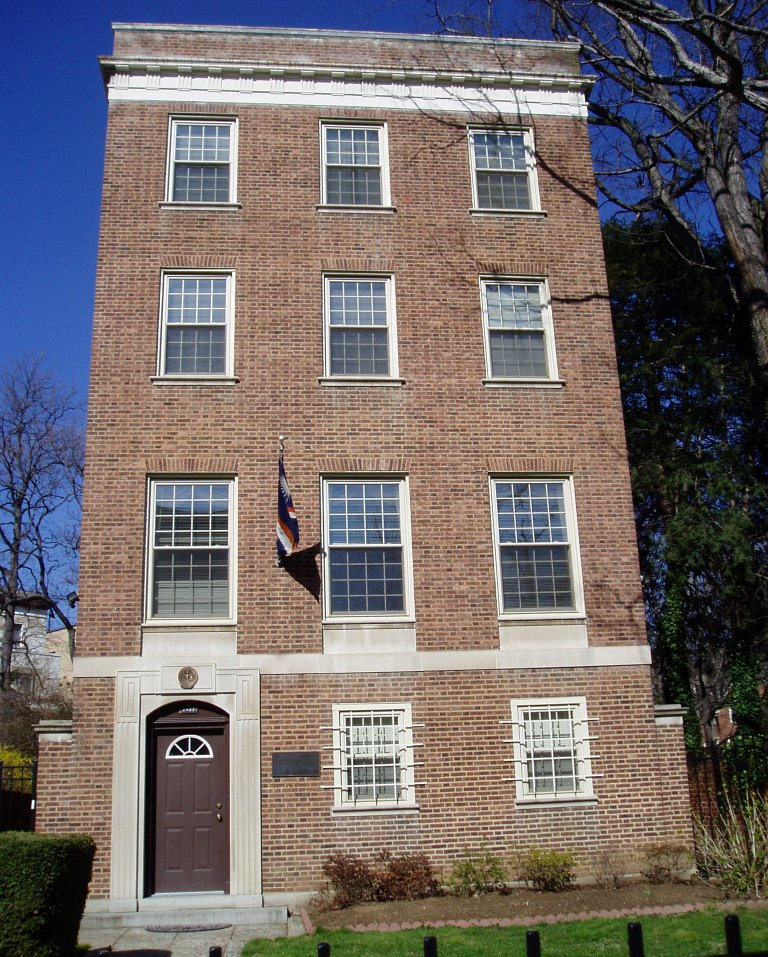
Ambassade des Îles Marshall à Washington

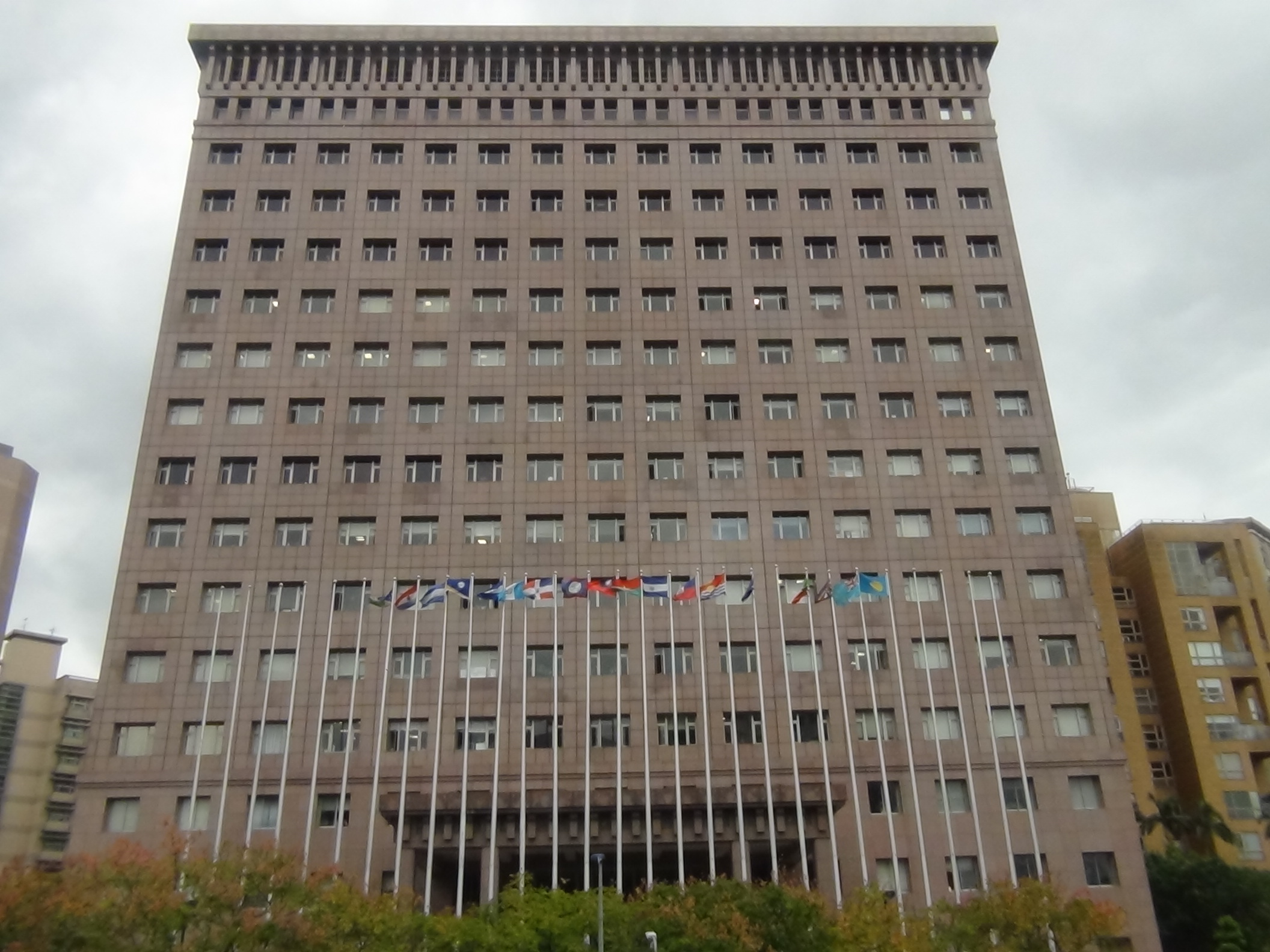
Ambassade des Îles Marshall à Taipei

## Amérique
- États-Unis
  - Washington (Ambassade)[1]
  - Honolulu (Consulat général)[2]
  - Portland (Consulat général)[2]
  - Springdale (Consulat général)[2]

## Asie
- Corée du Sud
  - Séoul (Ambassade)[3]
- Japon
  - Tokyo (Ambassade)[4]
- République de Chine
  - Taipei (Ambassade)[5]

## Océanie
- Fidji
  - Suva (Ambassade)[6]

## Organisation internationales
- ONU
  - Genève (Mission permanente)[7]
  - New York (Mission permanente)[8]